# Rifugio passo di Kamnik
Il Rifugio passo di Kamnik (in sloveno: Koča na Kamniškem sedlu) è un rifugio situato nel comune di Kamnik in Slovenia, a 1.864 m s.l.m., vicino al Passo di Kamink e ai monti Brana e Planjava.

## Storia
Fu costruito nel 1906, ricostruito nel 1983 e modernizzato nel 2010.

## Percorsi
03h 30: dal Rifugi Kamnik Bistrica 601 m
1h 30: dal Rifugio Frischauf
1h 45: dalla fattoria Suhadolnik 850 m